# La venganza del dragón
La venganza del dragón (en chino: 新宿事件) es una película de drama y artes marciales de Hong Kong estrenada el 2 de abril de 2009, escrita y dirigida por Derek Yee y protagonizada por Jackie Chan, Naoto Takenaka, Daniel Wu, Xu Jinglei Y Fan Bingbing. La película fue distribuida por la propia compañía cinematográfica de Chan, JCE Movies Limited. La cinta se estrenó en el Festival Internacional de Cine de Hong Kong del año 2009.

## Sinopsis
A principios de la década de 1990, un mecánico de tractores apodado Steelhead (Jackie Chan) ingresa ilegalmente a Japón desde Hong Kong en busca de su prometida, Xiu-Xiu (Xu Jinglei) con la ayuda de su hermano Jie (Daniel Wu). Jie le enseñó a Steelhead a ganarse la vida enseñándole los oficios del inframundo. Un día, mientras trabajaba ilegalmente como parte de un equipo de limpieza en las alcantarillas, Steelhead y sus compañeros chinos son vistos por la policía. No dispuestos a ser atrapados, Steelhead y los demás corrieron por sus vidas. En el siguiente giro de los acontecimientos, Steelhead salva al Detective Kitano de ahogarse y, en agradecimiento, Kitano decide dejar de perseguir a Steelhead.
Una noche, mientras trabajaba en un restaurante con Jie, Steelhead encuentra a Xiu-Xiu con el líder del clan Yakuza Eguchi (Masaya Kato). Enojado al ver a su prometida con otro hombre, pasa la noche con Jie bebiendo y festejando con prostitutas. Una vez sobrio, Steelhead decide convertirse en ciudadano legal de Japón por cualquier medio posible. Steelhead y sus amigos chinos van a una operación agresiva de lavado de dinero, pero dejan a Jie fuera debido a su naturaleza cordial. Desafortunadamente, el líder de la tríada taiwanesa Gao (Jack Kao) descubre que una de sus máquinas de pachinko ha sido manipulada (arreglada por el grupo de Steelhead) y decide castigar al culpable. Al enterarse de que Jie está en manos de la pandilla taiwanesa, Steelhead y el resto de su grupo van en su búsqueda.
Lleno de ira y lástima por el destino de Jie, Steelhead se cuela en el establecimiento de Gao y se esconde para vengarse, pero en su lugar se entera de la trama entre el grupo Togawa ("aliados" rivales) y Gao para matar a Eguchi. Eguchi, inconsciente de la trama, se dirige a ver a Gao. Justo cuando Gao está a punto de matar a Eguchi, Steelhead lo salva cortando el brazo de Gao con su machete y los dos corren por sus vidas. Escapan con éxito de sus perseguidores y Steelhead es recibido en la propiedad de Eguchi para recuperarse.
Steelhead tiene la oportunidad de ponerse al día con Xiu-Xiu, ya que Eguchi les da un momento para hablar entre ellos. Steelhead descubre que Eguchi y Xiu-Xiu tienen una niña pequeña, Ayako. Xiu-Xiu le dice que su nombre ahora es Yuko y que está feliz con su nueva vida. Eguchi regresa y le ofrece a Steelhead un trabajo bien remunerado, que rechaza.
Más tarde Eguchi le pide a Steelhead que sea su sicario. Steelhead acepta bajo dos condiciones: tomará el control de los territorios de Gao y se convertirá legalmente en ciudadano de Japón. Steelhead mata a todos sus objetivos, lo que resulta en una guerra de pandillas dentro de las filas Yakuza; Steelhead y Eguchi obtienen lo que querían. Eguchi es promovido después de que Togawa y Steelhead se vuelven vasallos bajo las órdenes de Eguchi en los territorios de Gao.
Steelhead hace todo lo posible para mejorar la vida de sus hermanos chinos, pero no tiene interés en las operaciones diarias de la actividad de los Yakuza. Él deja todas las operaciones diarias a sus hermanos mientras comienza un exitoso negocio de tractores. Algún tiempo después, el detective Kitano se encuentra con Steelhead y le advierte que todos sus hermanos se han corrompido. Kitano le dice a Steelhead que sería arrestado junto con sus amigos, con él acusado como el conspirador principal. Steelhead hace un trato con Kitano en el que Steelhead encontraría pruebas para arrestar a Eguchi a cambio de la libertad de sus camaradas.
Esa noche, Steelhead y Kitano regresan a la sede del vasallo para advertir a sus camaradas acerca de su inminente arresto si no detienen su operación y se encuentran con una furiosa oposición. Sus hermanos se niegan violentamente a renunciar a sus ricas vidas. Eguchi llega justo cuando Steelhead es apuñalado por uno de sus "hermanos". Mientras tanto, los Yakuza ya no puede tolerar el liderazgo de Eguchi. Gao, Nakajima (el antiguo subordinado de Eguchi) y el hijo de Togawa acuerdan asesinar a Eguchi esa misma noche.
Miembros de los Yakuza irrumpen en el edificio y proceden a matar a todos, dejando con vida solo a Eguchi, Steelhead y Kitano. Mortalmente herido, Eguchi le da a Steelhead una memoria flash que contiene datos sobre las operaciones de los Yakuza. Cuando Kitano y Steelhead escapan del edificio, la policía llega y arresta a los miembros restantes de los Yakuza. Steelhead llama a Yuko para encontrarse en la estación de Okubo, junto con Ayako, pero Togawa ya ha tomado a Ayako como rehén y obliga a Yuko a decirle a dónde se dirige Steelhead. Nakajima intercepta a Steelhead; la policía llega a tiempo e intercambia disparos con Nakajima y sus hombres. Nakajima dispara a Steelhead, pero luego es asesinado por Kitano. Steelhead, aún con vida, huye a las alcantarillas. Kitano lo sigue y lo encuentra arrastrado por corrientes de aguas residuales e intenta sacarlo, pero Steelhead le dice que es inútil y Kitano no sabe cómo nadar. Steelhead le da la memoria flash a Kitano antes de que la corriente se deshaga de su cuerpo, devolviendo su deuda a Kitano mientras recordaba lo feliz que era cuando estaba con sus camaradas en otros tiempos.

## Producción
De acuerdo a declaraciones del director Derek Yee, la filmación de la película estuvo en modo de espera por cerca de diez años y debía iniciar en 2006. Debido a las ocupaciones de Jackie Chan por encontrarse trabajando en la cinta Rush Hour 3 con Chris Tucker, la filmación de La venganza del dragón tuvo muchas demoras. A Yee no le importó esperar a Chan, ya que ambos son grandes amigos. El 26 de septiembre de 2007 fue anunciado el inicio de la filmación en el sitio oficial de Chan.
Sin embargo, debido a la alta cuota de escenas de violencia explícita en la cinta, el director Yee decidió no estrenar la película en gran parte del territorio chino. China no cuenta con un sistema de clasificación cinematográfico, razón por la cual las películas estrenadas allí son presentadas al público en general. Yee consideró bajar el tono violento en algunas de las escenas, pero finalmente decidió que esto afectaría notablemente el producto. Chan, que invirtió dinero en la película, estuvo de acuerdo con la decisión de Yee.

## Reparto
- Jackie Chan como Steelhead/Nick
- Naoto Takenaka como el Inspector Kitano
- Daniel Wu como Jie
- Xu Jinglei como Xiu Xiu/Yuko Eguchi
- Masaya Kato como Toshinari Eguchi
- Tōru Minegishi como Koichi Muranishi
- Jack Kao como Gao Jie
- Yasuaki Kurata como Taro Watagawa
- Lam Suet como Old Ghost
- Fan Bingbing como Lily
- Chin Ka-lok como Hongkie
- Ken Lo como Tai
- Kenya Sawada como Hiro Nakajima
- Paul Chun como Tak
- Kathy Yuen Ka Yi como Shizuko
- Teddy Lin como Tai Bao
- Hiro Hayama como Togawa Kyohei
- Randy Muscles como Gaijin